# 103.3 – Ihr Lokalradio
103.3 – Ihr Lokalradio war ein privater Hörfunksender für die Gebiete Fischland, Darß, Zingst und die südliche Boddenküste in Mecklenburg-Vorpommern.
Es startete am 14. Juni 2010 als Nachfolger des im April 2010 eingestellten Regionalsenders Radio FDZ 103.3.
Der Sendebetrieb wurde zum 30. November 2014 eingestellt. Geschäftsführer des Senders war, wie beim Vorgängerprogramm, Marcus Hoffmann.

## Geschichte

### Radio FDZ 103.3 (2006–2010)
Am 27. Juli 2006 startete der Vorgänger von 103.3 – Ihr Lokalradio, Radio FDZ 103.3, damals noch betrieben von der Radio FDZ GmbH. Zu Beginn leitete die Geschäftsführerin Bärbel Schumann den Sender und der Programmverantwortliche Axel Dolata das Programm. 2008 übernahm dann Marcus Hoffmann die Geschäftsführung. Das Studio befand sich in der Waldstraße 12 in Prerow. Radio FDZ wurde über eine Sendeanlage in Ahrenshoop auf der UKW-Frequenz 103,3 MHz abgestrahlt, sowie ab 2008 über einen Internet-Livestream.

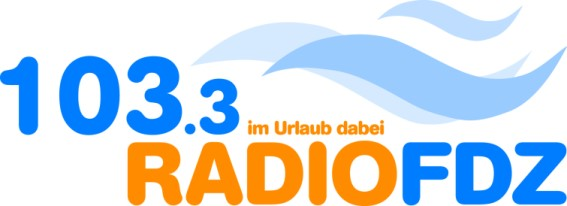
Logo von Radio FDZ 103.3 (2006–2010)

Schwerpunkt des Programmes waren hauptsächlich Veranstaltungstipps und lokale Informationen rund um Fischland-Darß-Zingst und die südliche Boddenküste, abgerundet mit Musik von den 50ern bis zu den aktuellen Hits. Der damalige Claim lautete: „Radio FDZ 103.3 – Im Urlaub dabei“. Daraus kann man ableiten, dass Radio FDZ als Urlauberradio konzipiert war und die Urlauber mit Infos und Tipps rund um die Region versorgt werden sollten. Eine Besonderheit waren die für Kinder bestimmten Geschichten von Esther, der kleinen Seenadel, die seit April 2007 im Programm zu hören waren und von der Autorin Nicole Bernard geschrieben und gesprochen wurden.
Anfang April 2010 stellte Radio FDZ 103.3 sein Programm ein, die Radio FDZ GmbH ging daraufhin in die Insolvenz.

### 103.3 – Ihr Lokalradio (2010–2014)
Unter dem Namen 103.3 – Ihr Lokalradio nahm Geschäftsführer Marcus Hoffmann unter der neugegründeten „ELVG Europäische Lokalradio Verwaltungsgesellschaft mbH“ mit Sitz in Kühlungsborn den Sendebetrieb am 14. Juni 2010 über die altbekannte UKW-Frequenz Ahrenshoop 103,3 MHz und einen Internet-Livestream wieder auf. Über diesen wurden bereits vom 15. Mai 2010 an bis zum Sendestart Testsendungen ausgestrahlt. Der Sendestart musste übrigens immer wieder verschoben werden, weil auf eine neue Leitung der Telekom vom neuen Studio in Wieck a. Darß zum UKW-Sender in Ahrenshoop gewartet werden musste.
Hauptbestandteil des Programms waren wie beim Vorgängersender regionale Informationen, Wissenswertes aus dem Sendegebiet und Veranstaltungstipps, eingebettet in ein zielgruppenübergreifendes Musikprogramm, welches von Evergreens der 60er und 70er über Kult-Hits der 80er und 90er bis zu aktuelleren Titeln reichte. Zur vollen Stunde gab es zwischen 07:00 und 20:00 Uhr Nachrichten aus Deutschland und der Welt sowie das lokale Wetter. Außer Sonntag wurden während dieser Zeit halbstündlich Regionalnachrichten für Fischland, Darß, Zingst und die südliche Boddenküste ausgestrahlt. Ein ausführliches Wettergespräch mit Wetterexperte Thomas Daniels war montags, mittwochs und freitags jeweils um 09:15, 12:15 und 15:15 Uhr zu hören. Sonntag bis Freitag ab 20:00 Uhr und Samstag ab 22:00 Uhr lief eine unmoderierte Musikstrecke ohne Nachrichten- und Servicebeiträge. Jeden Samstag von 20:00 bis 22:00 Uhr wurden im von Dieter Endres moderierten „Hit-Barometer“ die Top 30 der wöchentlichen Airplay-Charts vorgestellt. Es wurde außerdem Werbung für das Sendegebiet ausgestrahlt.
Von Juni 2010 bis Juni 2011 lief täglich um 19:08 Uhr die Sendung „Kinderzeit“ mit Geschichten von Esther, der kleinen Seenadel sowie sonntags von 07:00 bis 08:00 Uhr die christliche Gesprächssendung „Spurensucher“, für deren Gestaltung die Autorin Nicole Bernard zuständig war.
Der Sender stellte zum 30. November 2014 seinen Sendebetrieb ein. Bis Ende September 2018 sendete Radio Paradiso Nord auf der Frequenz 103.3 auf FDZ. Seit 27. Mai 2019 verbreitet der Schlagersender radio B2 sein Regionalprogramm für Mecklenburg-Vorpommern auf dieser Frequenz.

## Empfang
- UKW: Ahrenshoop: 103,3 MHz (0,61 kW)
- als mp3-Livestream über die Senderhomepage